# 50e cérémonie des Golden Globes
La 50e cérémonie des Golden Globes a eu lieu le 24 janvier 1993, récompensant les films et séries diffusés en 1992 et les professionnels s'étant distingués cette année-là.

## Palmarès
Les lauréats sont indiqués ci-dessous en premier de chaque catégorie et en caractères gras.

### Cinéma

#### Meilleur film dramatique
- Le Temps d'un week-end (Scent Of a Woman)
  - The Crying Game
  - Des hommes d'honneur (A Few Good Men)
  - Retour à Howards End (Howards End)
  - Impitoyable (Unforgiven)

#### Meilleur film musical ou comédie
- The Player
  - Aladdin
  - Avril enchanté (Enchanted April)
  - Lune de miel à Las Vegas (Honeymoon In Vegas)
  - Sister Act

#### Meilleur réalisateur
- Clint Eastwood pour Impitoyable (Unforgiven)
  - Robert Altman pour The Player
  - James Ivory pour Retour à Howards End (Howards End)
  - Robert Redford pour Et au milieu coule une rivière (A River Runs Through It)
  - Rob Reiner pour Des hommes d'honneur (A Few Good Men)

#### Meilleur acteur dans un film dramatique
- Al Pacino pour le rôle du Lt. Colonel Frank Slade dans Le Temps d'un week-end (Scent Of a Woman)
  - Tom Cruise pour le rôle du Lt. Daniel Kaffee dans Des hommes d'honneur (A Few Good Men)
  - Robert Downey Jr. pour le rôle de Charles Chaplin dans Chaplin
  - Jack Nicholson pour le rôle de Jimmy Hoffa dans Hoffa
  - Denzel Washington pour le rôle de Malcolm X dans Malcolm X

#### Meilleure actrice dans un film dramatique
- Emma Thompson pour le rôle de Margaret Schlegel dans Retour à Howards End (Howards End)
  - Mary McDonnell pour le rôle de May-Alice Culhane dans Passion Fish
  - Michelle Pfeiffer pour le rôle de Lurene Hallett dans Love Field
  - Susan Sarandon pour le rôle de Michaela Odone dans Lorenzo (Lorenzo's Oil)
  - Sharon Stone pour le rôle de Catherine Tramell dans Basic Instinct

#### Meilleur acteur dans un film musical ou une comédie
- Tim Robbins pour le rôle de Griffin Mill dans The Player
  - Tim Robbins pour le rôle de Bob Roberts dans Bob Roberts
  - Nicolas Cage pour le rôle de Jack Singer dans Lune de miel à Las Vegas (Honeymoon In Vegas)
  - Billy Crystal pour le rôle de Buddy Young, Jr. dans Mr. Saturday Night
  - Marcello Mastroianni pour le rôle de Joe Meledandri dans Used People

#### Meilleure actrice dans un film musical ou une comédie
- Miranda Richardson pour le rôle de Rose Arbuthnot dans Avril enchanté (Enchanted April)
  - Geena Davis pour le rôle de Dottie Hinson dans Une équipe hors du commun (A League of Their Own)
  - Whoopi Goldberg pour le rôle de Deloris Van Cartier / sœur Marie-Clarence dans Sister Act
  - Shirley MacLaine pour le rôle de Pearl Berman dans Used People
  - Meryl Streep pour le rôle de Madeline Ashton dans La mort vous va si bien (Death Becomes Her)

#### Meilleur acteur dans un second rôle
- Gene Hackman pour le rôle de Little Bill Daggett dans Impitoyable (Unforgiven)
  - Jack Nicholson pour le rôle du Col. Nathan R. Jessep dans Des hommes d'honneur (A Few Good Men)
  - Chris O'Donnell pour le rôle de Charles « Charlie » Simms dans Le Temps d'un week-end (Scent Of a Woman)
  - Al Pacino pour le rôle de Ricky Roma dans Glengarry (Glengarry Glen Ross)
  - David Paymer pour le rôle de Stan dans Mr. Saturday Night

#### Meilleure actrice dans un second rôle
- Joan Plowright pour le rôle de Mme Fisher dans Avril enchanté (Enchanted April)
  - Geraldine Chaplin pour le rôle d'Hannah Chaplin dans Chaplin
  - Judy Davis pour le rôle de Sally dans Maris et Femmes (Husbands and Wives)
  - Miranda Richardson pour le rôle d'Ingrid Fleming dans Fatale (Damage)
  - Alfre Woodard pour le rôle de Chantelle dans Passion Fish

#### Meilleur scénario
- Le Temps d'un week-end (Scent Of a Woman) – Bo Goldman
  - Retour à Howards End (Howards End) – Ruth Prawer Jhabvala
  - Impitoyable (Unforgiven) – David Webb Peoples
  - Des hommes d'honneur (A Few Good Men) – Aaron Sorkin
  - The Player – Michael Tolkin

#### Meilleure chanson originale
- "A Whole New World" interprétée par Peabo Bryson et Regina Belle – Aladdin
  - "Beautiful Maria Of My Soul" – Les Mambo Kings (The Manbo Kings)
  - "Friend Like Me" interprétée par Robin Williams – Aladdin
  - "Prince Ali" interprétée par Robin Williams – Aladdin
  - "This Used to Be My Playground" interprétée par Madonna – Une équipe hors du commun (A League of Their Own)

#### Meilleure musique de film
- Aladdin (Aladdin) – Alan Menken
  - Chaplin – John Barry
  - Le Dernier des Mohicans (The Last of the Mohicans) – Randy Edelman
  - Basic Instinct – Jerry Goldsmith
  - 1492 : Christophe Colomb (1492: Conquest of Paradise)  – Vangelis Papathanassiou

#### Meilleur film étranger
- Indochine •  France
  - Tous les matins du monde •  France
  - Urga (Урга — территория любви) •  Russie
  - Les Épices de la passion (Como agua para chocolate) •  Mexique
  - Schtonk ! (Schtonk!) •  Allemagne

### Télévision
Note : le symbole « ♕ » rappelle le gagnant de l'année précédente (si nomination).

#### Meilleure série dramatique
- Bienvenue en Alaska (Northern Exposure) ♕
  - Beverly Hills 90210 (Beverly Hills, 90210)
  - Homefront
  - Les Ailes du destin (I'll Fly Away)
  - Les Sœurs Reed (Sisters)

#### Meilleure série musicale ou comique
- Roseanne
  - Brooklyn Bridge ♕
  - Cheers
  - Evening Shade
  - Murphy Brown

#### Meilleure mini-série ou meilleur téléfilm
- Sinatra
  - Citizen Cohn
  - Joyaux (Danielle Steel's Jewels)
  - Miss Rose White
  - Staline

#### Meilleur acteur dans une série dramatique
- Sam Waterston pour le rôle de Forrest Bedford dans Les Ailes du destin (I'll Fly Away)
  - Scott Bakula pour le rôle du Dr Samuel « Sam » Beckett dans Code Quantum (Quantum Leap) ♕
  - Mark Harmon pour le rôle de Dicky Cobb dans La Voix du silence (Reasonable Doubts)
  - Rob Morrow pour le rôle de Joel Fleischman dans Bienvenue en Alaska (Northern Exposure)
  - Jason Priestley pour le rôle de Brandon Walsh dans Beverly Hills 90210 (Beverly Hills, 90210)

#### Meilleure actrice dans une série dramatique
- Regina Taylor pour le rôle de Lilly Harper dans Les Ailes du destin (I'll Fly Away)
  - Mariel Hemingway pour le rôle de Sydney Guilford dans Guerres privées (Civil Wars)
  - Angela Lansbury pour le rôle de Jessica Beatrice Fletcher dans Arabesque (Murder, She Wrote) ♕
  - Marlee Matlin pour le rôle de Tess Kaufman dans La Voix du silence (Reasonable Doubts)
  - Janine Turner pour le rôle de Maggie O'Connell dans Bienvenue en Alaska (Northern Exposure)

#### Meilleur acteur dans une série musicale ou comique
- John Goodman pour le rôle de Dan Conner dans Roseanne
  - Tim Allen pour le rôle de Tim Taylor dans Papa bricole (Home Improvement)
  - Craig T. Nelson pour le rôle de Hayden Fox dans Coach
  - Will Smith pour le rôle de William « Will » Smith dans Le Prince de Bel-Air (The Fresh Prince Of Bel-Air)
  - Ted Danson pour le rôle de Sam Malone dans Cheers
  - Ed O'Neill pour le rôle d'Al Bundy dans Mariés, deux enfants (Married)
  - Burt Reynolds pour le rôle de Woodrow "Wood" Newton dans Evening Shades ♕

#### Meilleure actrice dans une série musicale ou comique
- Roseanne pour le rôle de Roseanne dans Roseanne
  - Candice Bergen pour le rôle de Murphy Brown dans Murphy Brown ♕
  - Helen Hunt pour le rôle de Jamie Buchman dans Dingue de toi (Mad About You)
  - Katey Sagal pour le rôle de Peggy Bundy dans Mariés, deux enfants (Married)
  - Kirstie Alley pour le rôle de Rebecca Howe dans Cheers

#### Meilleur acteur dans une mini-série ou un téléfilm
- Robert Duvall pour le rôle de Joseph Staline dans Staline
  - Anthony Andrews pour le rôle de William Whitfield dans Joyaux (Danielle Steel's Jewels)
  - Philip Casnoff pour le rôle de Frank Sinatra dans Sinatra
  - Jon Voight pour le rôle du Professor Alfred Kroeber dans The last of His Tribe
  - James Woods pour le rôle de Roy Marcus Cohn dans Citizen Cohn

#### Meilleure actrice dans une mini-série ou un téléfilm
- Laura Dern pour le rôle de Janet Harduvel dans Le Triomphe de la vérité (Afterburn)
  - Drew Barrymore pour le rôle d'Anita Minteer dans Le Démon des armes (Guncrazy)
  - Katharine Hepburn pour le rôle de Victoria Brown dans Bijoux, hot-dogs et tasses de thé (The Man Upstairs)
  - Jessica Lange pour le rôle d'Alexandra Bergson dans O Pioneers!
  - Kyra Sedgwick pour le rôle de Rose White dans Miss Rose White

#### Meilleur acteur dans un second rôle dans une série, une mini-série ou un téléfilm
- Maximilian Schell pour le rôle de Lénine dans Staline
  - Jason Alexander pour le rôle de George Costanza dans Seinfeld
  - John Corbett pour le rôle de Chris Stevens dans Bienvenue en Alaska (Northern Exposure)
  - Hume Cronyn pour le rôle de Ben dans Broadway Bound
  - Earl Holliman pour le rôle de Darden Towe dans Delta
  - Dean Stockwell pour le rôle d'Albert « Al » Calavicci dans Code Quantum (Quantum Leap)

#### Meilleure actrice dans un second rôle dans une série, une mini-série ou un téléfilm
- Joan Plowright pour le rôle d'Olga dans Staline
  - Olympia Dukakis pour le rôle de Dolly Sinatra dans Sinatra
  - Laurie Metcalf pour le rôle de Jackie Harris dans Roseanne
  - Park Overall pour le rôle de Laverne Todd dans La maison en folie (Empty Nest)
  - Amanda Plummer pour le rôle de Lusia Weiss dans Miss Rose White
  - Gena Rowlands pour le rôle de Honora Swift dans Crazy in Love

### Spéciales

#### Cecil B. DeMille Award
- Lauren Bacall

#### Miss Golden Globe
- Erin Hamilton

#### Special Award
- Robin Williams, pour son travail vocal sur le doublage du " Genie " et de " Peddler, le colporteur " dans le film Aladdin.

## Récompenses et nominations multiples

### Nominations multiples

#### Cinéma
5  : Des hommes d'honneur, Aladdin
 4  : Le Temps d'un week-end, Impitoyable, The Player, Retour à Howards End
 3  : Avril enchanté, Chaplin
 2  : Lune de miel à Las Vegas, Sister Act, Passion Fish, Basic Instinct, Mr. Saturday Night, Used People, Une équipe hors du commun

#### Télévision
4 : Roseanne, Staline, Bienvenue en Alaska
3 : Les Ailes du destin, Cheers, Miss Rose White
2 : Code Quantum, Murphy Brown, Beverly Hills 90210, La Voix du silence, Evening Shades, Mariés, deux enfants, Joyaux, Sinatra, Citizen Cohn

#### Personnalités
2  : Al Pacino, Jack Nicholson, Tim Robbins, Miranda Richardson

### Récompenses multiples
Légende : Nombre de récompenses/Nombre de nominations

#### Cinéma
3 / 4 : Le Temps d'un week-end
2 / 3 : Avril enchanté
2 / 4 : The Player, Impitoyable
2 / 5 : Aladdin

#### Télévision
3 / 4 : Roseanne, Staline
2 / 3 : Les Ailes du destin

#### Personnalité
Aucune

### Les grands perdants

#### Cinéma
0 / 5 : Des hommes d'honneur

#### Télévision
Aucune